# NGC 997
NGC 997 este o galaxie eliptică situată în constelația Balena. A fost descoperită în 10 noiembrie 1863 de către Albert Marth. Se află la o distanță de 86,92 de megaparseci de Pământ.